# ورمز ألتميت مايهيم
ورمز ألتميت مايهيم (بالإنجليزية: Worms Ultimate Mayhem)‏ هي لعبة فيديو تكتيكية بأسلوب مدفعي ثلاثي الأبعاد تم تطويرها بواسطة تيم17. اللعبة عبارة عن إعادة إصدار للعبة ورمز 4: مايهيم برسومات محسنة. يتضمن الحملة من ورمز 3دي، إضافة مظاهر مخصصة للأعداء في الحملة المذكورة. إنه يتميز بخرائط إضافية، وتمثيل صوتي جديد بواسطة جاي هاريس وإصلاحات أخرى للعبة مثل أدوات التحكم في الكاميرا المعاد صياغتها. تتميز اللعبة بأسلوب لعب قائم على الأدوار، وحملة لاعب واحد، ومتعددة اللاعبين محليًا وعبر الإنترنت.
تم إصدار اللعبة كتنزيل رقمي في 28 سبتمبر 2011 لنظامي التشغيل مايكروسوفت ويندوز وإكس بوكس 360 وفي 14 فبراير 2012 لجهاز بلاي ستيشن 3.

## أسلوب اللعب
على عكس معظم ألعاب ورمز ثنائية الأبعاد السابقة، تتميز ورمز ألتميت مايهيم بإستراتيجية مدفعية ثلاثية الأبعاد قائمة على الدوران تسمح للاعب بالتحرك بحرية بدلاً من اليسار واليمين. في ردهة اللعبة، يمكن للاعبين الاختيار من بين مجموعة متنوعة من الأسلحة المختلفة واستخدامها عند بدء اللعبة. في بداية اللعبة، يكون كل لاعب قادرًا على التحكم في أربعة ديدان، نظرًا لطبيعة اللعبة التي تحولت إلى قاعدة، يتحكم كل لاعب في دودة واحدة في كل مرة مع مهلة زمنية محددة؛ عندما تنتهي المهلة الزمنية أو عندما تطلق الدودة سلاحًا، سينتهي دور اللاعب وسيبدأ الخصم دوره. الهدف من اللعبة هو القضاء على جميع ديدان فريق العدو. هناك طريقتان للتخلص من الدودة. أبسط طريقة هي استنفاد الدودة من صحتها، ويمكن القيام بذلك عن طريق اختيار سلاح، وتوجيهه إلى دودة العدو، وإطلاق النار على دودة الفريق المنافس. الطريقة الثانية هي إخراج الدودة من المنصة؛ توفر بعض الأسلحة القدرة على دفع أو صد الدودة المناوئة. بمجرد القضاء على الدودة، لا يمكن إعادتها إلى الحياة وبمجرد القضاء على الديدان الأربعة للاعب ستنتهي اللعبة. الفريق مع الديدان التي تركت واقفًا هو الفائز.
تسمح طريقة اللعب عبر الإنترنت لما يصل إلى أربعة لاعبين بالاختيار من بين عدة أوضاع لعب مختلفة. وضع اللعبة مثل«تمثال الدفاع» و «هوم لاند» و «مباراة الموت». الهدف في تمثال الدفاع هو الذهاب إلى قاعدة العدو وتدمير تمثال طائر باستخدام السلاح. في وضع اللعبة هذا، بمجرد القضاء على الدودة، سيتم استدعاؤها مرة أخرى إلى الحياة في قاعدة اللاعب والطريقة الوحيدة للفوز هي بقتل تمثال طائر العدو. في هوم لاند، يتم منح كل لاعب قاعدة منزلية والهدف هو إما تدمير قاعدة منزل العدو أو القضاء على جميع ديدان العدو؛ الفائز هو اللاعب الذي بقي واقفًا. في مباراة الموت، الهدف هو القضاء على جميع ديدان فريق الخصم.
تسمح طريقة اللعب في وضع عدم الاتصال للاعبين باختبار مهاراتهم ضد خصم الذكاء الاصطناعي من خلال مجموعة من أوضاع اللعبة. اللعب من خلال وضع اللعبة المختلف يمنح اللاعب فرصة للتعرف على البيئة المحيطة. تتميز طريقة اللعب في وضع عدم الاتصال أيضًا بوضع القصة، حيث تقدم ورمز ألتميت مايهيم 25 مستوى، يتكون كل مستوى من مشهد مقطوع ووضع لعبة حتى يكملها اللاعبون.

## التخصيص
يمكن للاعبين تخصيص شخصياتهم الدودية بإكسسوارات مختلفة لإظهار أسلوبهم وشخصيتهم الفريدة. يمكن للاعبين أيضًا تخصيص سلاحهم؛ خلق شيء جديد وقوي لمواجهة ديدان العدو.